# Dabilgou
Dabilgou est une localité située dans le département de Piéla de la province de la Gnagna dans la région Est au Burkina Faso.

## Géographie
Dabilgou se situe à 5 km au Nord de Tangaye et à 6 km au Sud-Ouest de Piéla, 

## Santé et éducation
Le centre de soins le plus proche de Dabilgou est le centre de santé et de promotion sociale (CSPS) de Tangaye.